# Marcos Painter
Marcos Painter (Solihull, 17 agosto 1986) è un ex calciatore irlandese, di ruolo difensore.
Conta 4 presenze in Premier League e una con la selezione irlandese under-21 nelle qualificazioni agli europei.

## Palmarès

### Club

#### Competizioni nazionali
- Football League One: 1

Brighton: 2010-2011